# Gustavo Velázquez Ramos
Víctor Gustavo Velázquez Ramos (Yataity del Norte, San Pedro, Paraguay; 17 de abril de 1991) es un futbolista paraguayo. Juega como defensa central o lateral derecho y su equipo actual es el Club Cerro Porteño de la Primera División del Paraguay. Es internacional con la selección de Paraguay.

## Trayectoria
Comenzó su carrera profesional en Cerro Porteño (PF) en el 2012, en la División Intermedia. Allí, jugó durante una temporada, logrando consolidarse como una promesa del fútbol paraguayo. En 2014, dio el salto al primer equipo del Sportivo Luqueño, donde jugó una temporada.
Ese mismo año, Velázquez firmó con el Nacional. Durante su etapa en Nacional, llegó a la final de la Copa Libertadores 2014, donde se consagró subcampeón del torneo. Su estancia en el club fue corta, ya que en 2016 fue cedido al Sol de América.
A mediados de 2016, Velázquez se incorporó a Cerro Porteño, equipo con el que jugó hasta 2017. A lo largo de su tiempo en el club, mostró un rendimiento constante y sólido en la defensa, logrando su primer título profesional al coronarse campeón del Torneo Clausura 2017. Ese mismo año, fue nuevamente cedido, regresando a Nacional, donde completó otra temporada antes de emprender su camino hacia el fútbol mexicano.
En 2019, Gustavo Velázquez fue prestado al C. F. Lobos BUAP, equipo de la Liga MX. En su paso por el club mexicano, se destacó como un defensor experimentado. Posteriormente, en 2019, fichó por el Fútbol Club Juárez, donde jugó hasta 2021, consolidándose como uno de los principales defensores del club.
En 2021, Velázquez continuó su carrera fuera de México y se trasladó a Newell's Old Boys de la Primera División de Argentina.
En 2025, Gustavo Velázquez volvió al Fútbol Paraguayo en Cerro Porteño a los 33 años luego de  su paso en Newell's 

## Clubes
| Club                      | Año       | País      |        |  |
| ------------------------- | --------- | --------- | ------ |  |
| Cerro Porteño (PF)        | 2012-2013 | Paraguay  |        |  |
| Sportivo Luqueño          | 2014      | Paraguay  |        |  |
| Nacional                  | 2014-2015 | Paraguay  |        |  |
| Cerro Porteño             | 2016-2017 | Paraguay  |        |  |
| Sol de América (préstamo) | 2016-2017 | Paraguay  |        |  |
| Cerro Porteño             | 2017      | Paraguay  |        |  |
| Nacional                  | 2018      | Paraguay  |        |  |
| Lobos BUAP (préstamo)     | 2019      | Paraguay  | México |  |
| FC Juárez                 | 2019-2021 |           |        |  |
| Newell's Old Boys         | 2022-2024 | Argentina |        |  |
| Cerro Porteño             | 2025-Act. | Paraguay  |        |  |

## Selección nacional

### Absoluta
De la mano del entrenador Daniel Garnero, debutó con la selección de fútbol de Paraguay el 7 de junio de 2024, en un enfrentamiento amistoso ante Perú. El encuentro culminó 0-0. Velázquez jugó los 90 minutos del partido en la posición de lateral derecho.

#### Participaciones en Copa América
| Torneo            | Sede           | Resultado      | Partidos | Goles |
| ----------------- | -------------- | -------------- | -------- | ----- |
| Copa América 2024 | Estados Unidos | Fase de grupos | 3        | 0     |

#### Participaciones en Eliminatorias al Mundial
| Torneo                           | Resultado   | Partidos | Goles |
| -------------------------------- | ----------- | -------- | ----- |
| Eliminatorias Sudamericanas 2026 | Por definir | 3        | 0     |

#### Goles en la selección
| Goles con la selección de Paraguay | Goles con la selección de Paraguay | Goles con la selección de Paraguay | Goles con la selección de Paraguay | Goles con la selección de Paraguay | Goles con la selección de Paraguay | Goles con la selección de Paraguay | Goles con la selección de Paraguay | Goles con la selección de Paraguay |
| Resultados                         | Resultados                         | Resultados                         | Resultados                         | Lugar                              | Estadio                            | Fecha                              | Tipo                               | Goles                              |
| ---------------------------------- | ---------------------------------- | ---------------------------------- | ---------------------------------- | ---------------------------------- | ---------------------------------- | ---------------------------------- | ---------------------------------- | ---------------------------------- |
| Paraguay                           | 1                                  | 0                                  | Panamá                             | Ciudad de Panamá                   | Rommel Fernández                   | 16 de junio de 2024                | Amistoso                           | 1 gol                              |

Para un total de 1 gol.

## Palmarés

### Títulos nacionales
| Título           | Club          | País     | Año    |
| ---------------- | ------------- | -------- | ------ |
| Primera División | Cerro Porteño | Paraguay | 2017-C |

### Distinciones individuales
| Distinción                                                                     | Año  |
| ------------------------------------------------------------------------------ | ---- |
| Parte del XI ideal de las Fechas 7 y 8 de las Eliminatorias Sudamericanas 2026 | 2024 |